# Folk psichedelico
Il folk psichedelico, a cui ci si riferisce anche con il termine acid folk, oppure con gli equivalenti in lingua inglese Psychedelic folk o Psych folk, è un genere musicale nato alla fine degli anni 60 del Novecento che mischia elementi di rock psichedelico con elementi folk e folk rock.

## Definizione e caratteristiche
Si pensa che il primo uso musicale del termine psichedelico sia stato da parte del gruppo folk di New York The Holy Modal Rounders nella loro versione di Hesitation Blues di Lead Belly nel 1964.
Il folk psichedelico generalmente preferisce la strumentazione acustica sebbene spesso vi sia anche l'utilizzo di strumenti elettrificati. Nello psych folk si trovano spesso canti, musica antica e varie influenze della musica folk. Proprio come la sua controparte rock, il folk psichedelico è spesso noto per un suono particolare, ispirato agli stati di trance, che spesso attinge all'improvvisazione musicale o ad influenze orientali. I suoi testi trattano spesso argomenti sacri oppure il mondo naturale, l'amore e la bellezza e cercano di evocare ed indurre una alterazione dello stato mentale.

## Storia

### Il folk psichedelico negli anni '60

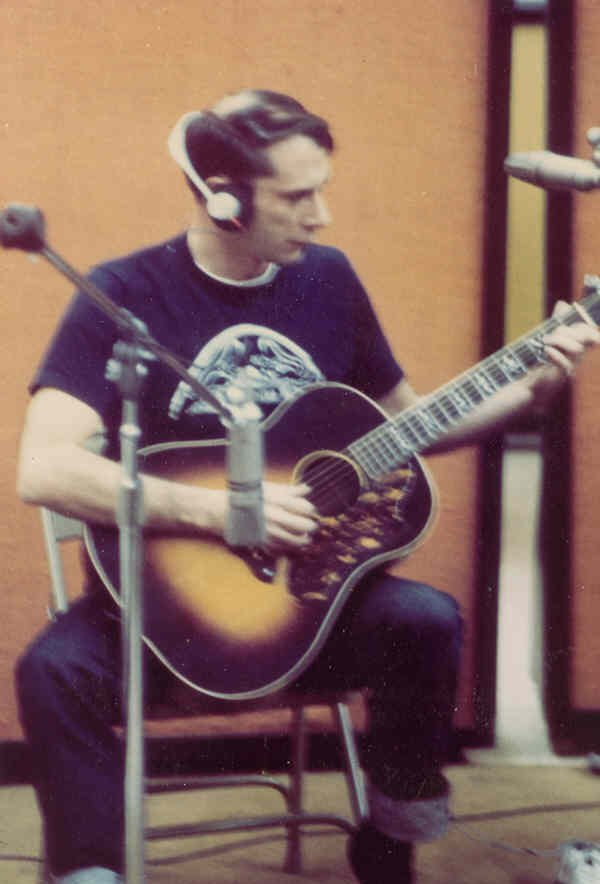
John Fahey sul finire degli anni '60

Il chitarrista folk/avant-garde John Fahey ha registrato diverse canzoni nei primi anni '60 che sperimentavano tecniche di registrazione insolite, inclusi nastri al contrario e nuovi accompagnamenti strumentali. I suoi diciannove minuti di The Great San Bernardino Birthday Party "anticipavano elementi di psichedelia con le sue nervose improvvisazioni e strane accordature di chitarra". Anche altre canzoni di The Great San Bernardino Birthday Party & Other Excursions di Fahey (registrate tra il 1962 e il 1966) utilizzavano "stati d'animo e dissonanze inquietanti" che le portavano oltre la tipica cucina folk. Nel 1967, si esibì con il gruppo rock psichedelico/avant-garde/noise Red Krayola (allora Red Crayola) al Berkeley Folk Festival, che fu registrato e successivamente pubblicato come Live 1967. Tra le altre descrizioni, la loro esibizione è stata paragonata ai primi bootleg dei Velvet Underground e "le parti più strane dei pezzi dei Pink Floyd della fine degli anni '60 (come i graffi di chitarra stridenti di 'Interstellar Overdrive')"
Allo stesso modo, i primi lavori del chitarrista folk Sandy Bull "incorporavano elementi di modi dronish folk, jazz e indiani e arabi". Il suo album del 1963 Fantasias for Guitar and Banjo esplora vari stili e strumentazione e "potrebbe anche essere accuratamente descritto come uno dei primissimi dischi psichedelici". Anche gli album successivi, come E Pluribus Unum del 1968 e il suo album dal vivo Still Valentine's Day 1969, che utilizzano tecniche di registrazione sperimentali e improvvisazione estesa, hanno elementi psichedelici.

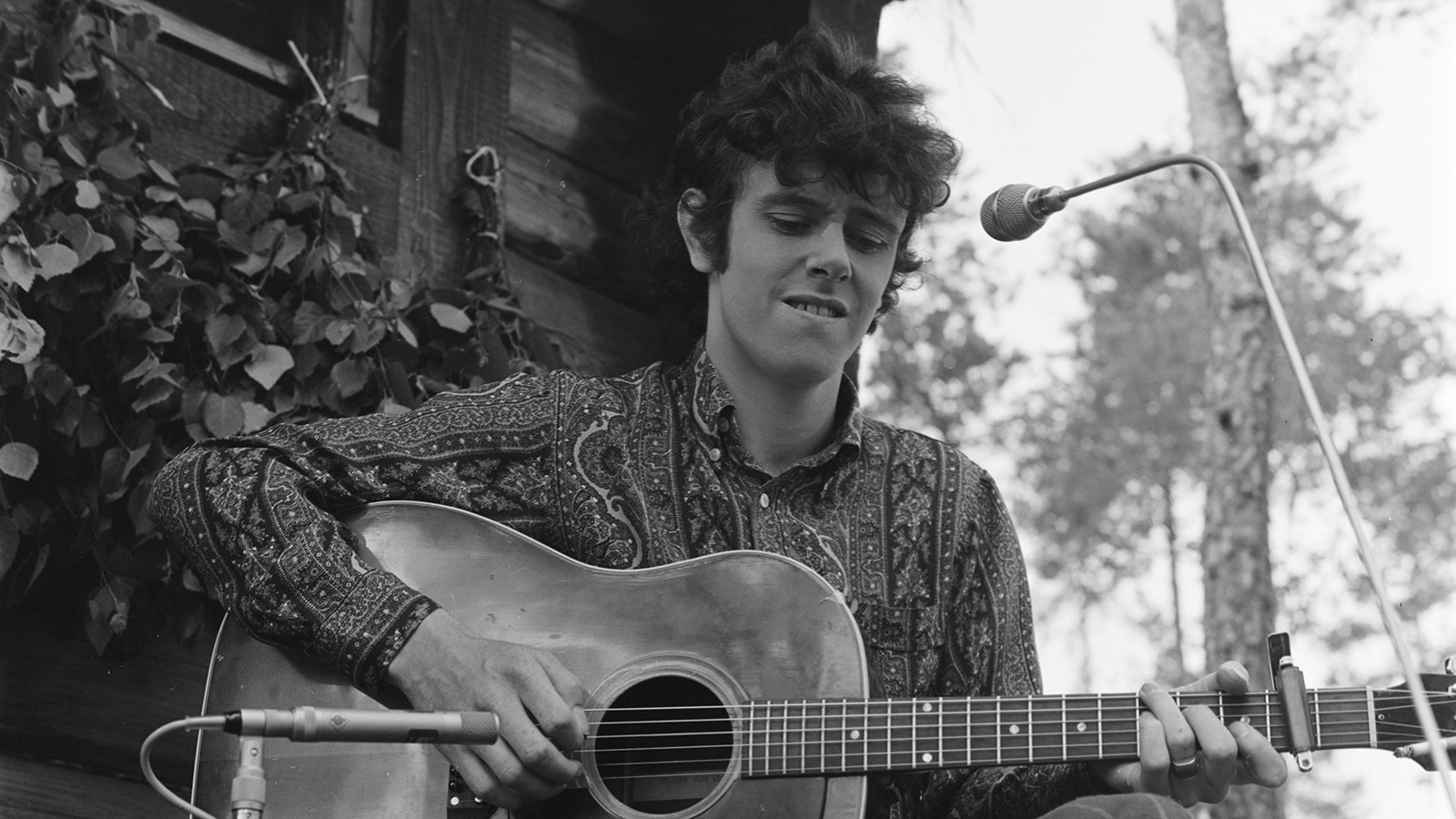
Donovan nel 1966 durante un viaggio in Finlandia

I musicisti con diversi gruppi che sono stati inclusi nel rock psichedelico hanno iniziato come musicisti folk, come quelli con i Grateful Dead, Jefferson Airplane, Country Joe and the Fish, Quicksilver Messenger Service, The Beau Brummels di San Francisco; The Byrds, Love, Kaleidoscope e The Peanut Butter Conspiracy di Los Angeles; Pearls Before Swine dalla Florida; e Jake and the Family Jewels, e Cat Mother & the All Night Newsboys di New York.] The Serpent Power erano un gruppo rock psichedelico con una forte influenza folk. I Byrds sono stati la più importante band folk rock americana a incorporare il rock e la psichedelia nel loro suono e nei loro temi.
Nel Regno Unito, artisti folk particolarmente significativi furono Marc Bolan, con il suo duo hippy Tyrannosaurus Rex, che utilizzava strumenti ed effetti su nastro insoliti, caratterizzati dall'album Unicorn (1969), e artisti scozzesi come Donovan, che combinava influenze di musica americana artisti come Bob Dylan con riferimenti al flower power, l'Incredible String Band, che dal 1967 ha incorporato una gamma di influenze nella loro musica basata sull'acustica, inclusi strumenti medievali e orientali e i Forest. Durante la fine degli anni '60 e l'inizio degli anni '70, atti solisti come Syd Barrett e Nick Drake iniziarono a incorporare influenze psichedeliche nella musica folk con album come The Madcap Laughs di Syd Barrett e Five Leaves Left di Nick Drake.

### Gli anni '70 ed il declino del genere
A metà degli anni '70 la psichedelia iniziò a passare di moda e quei gruppi folk che non si erano già trasferiti in aree diverse si erano in gran parte sciolti. In Gran Bretagna anche i gruppi folk tendevano a elettrificarsi, così come il duo acustico Tyrannosaurus Rex che divenne il combo elettrico T. Rex. Questo processo portò in seguito al folk progressivo, che ebbe un notevole impatto sul rock mainstream

### Il revival del folk psichedelico

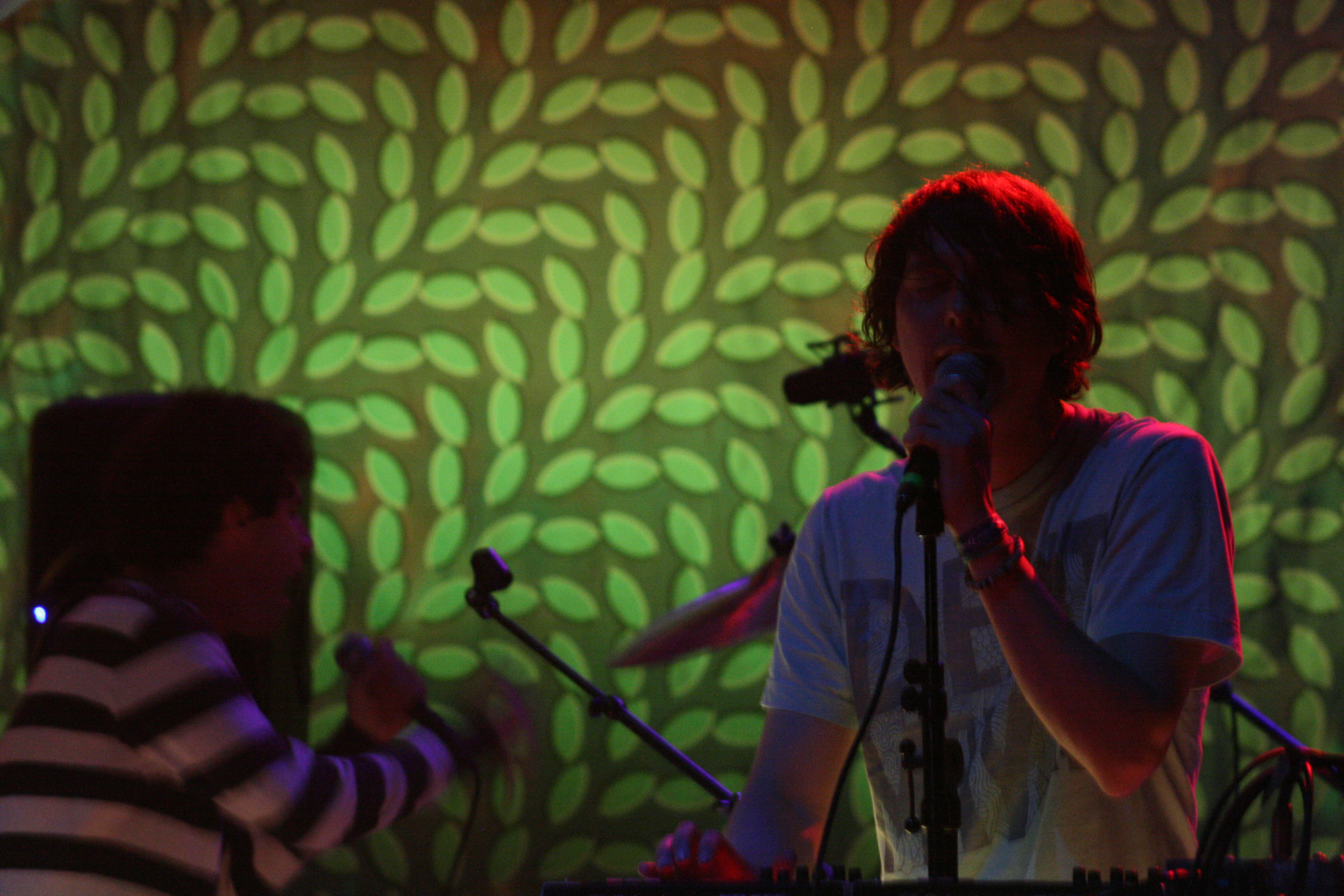
Animal Collective in un concerto del 2009 al Boulder Theater di Denver

Gli artisti folk indipendenti e underground alla fine degli anni '90 hanno portato a una rinascita del folk psichedelico con il movimento New Weird America. Inoltre, i primi album di Animal Collective si identificano strettamente con il freak folk, così come la loro collaborazione con la veterana del folk britannico Vashti Bunyan, e The Microphones/Mount Eerie, che combinavano elementi naturalistici con lo-fi e psichedelia. Entrambi gli artisti hanno ricevuto un'esposizione significativa nella scena musicale indie in seguito al plauso della critica dal sito di recensioni Pitchfork Media e presto altri artisti hanno iniziato a sperimentare con il genere, tra cui Quilt, Grizzly Bear, Devendra Banhart, Rodrigo Amarante, Ben Howard e Grouper